# Béla Hamvas
Béla Hamvas (ur. 23 marca 1897 w Eperjes w Austro-Węgrzech, dziś Preszów na Słowacji, zm. 7 listopada 1968 na Węgrzech) – węgierski pisarz i filozof.

## Życie
Jego ojciec, József Hamvas, był luterańskim pastorem. W 1898 rodzina przeniosła się do Pozsony (dzisiejsza Bratysława, w związku z objęciem przez niego posady nauczyciela w luterańskim gimnazjum. W czasie I wojny światowej, w 1915 Hamvas zaciągnął się na ochotnika do wojska Austro-Węgierskiego. Walczył na froncie ukraińskim, gdzie został dwukrotnie ranny (1916-1917). Po zakończeniu wojny i rozpadzie Austro-Węgier, rodzina Hamvasa została zmuszona opuścić dom i przeniosła się do Budapesztu . 
W latach 1919–1923 Hamvas studiował filologię węgierską i niemiecką na Katolickim Uniwersytecie Pétera Pázmánya. Po studiach (1923-1926) został dziennikarzem (Budapesti Hírlap, Sózat), bibliotekarzem (1927-1946). W 1937 ożenił się z pisarką Katalin Kemény . 
W 1940 został powołany do wojska. Od kwietnia 1942 walczył na froncie wschodnim. W 1945 jego mieszkanie, wraz z biblioteką i rękopisami, zostało zniszczone przez bombę .
Po wojnie (1948) jego prace został umieszczony na liście cenzorskiej, a jego dzieł nie można było publikować. Pisarz przeniósł się do Szentendre, gdzie pracował jako ogrodnik, opiekując się ogrodami rodziny i znajomych. W latach 1951–1964 został robotnikiem w zakładach przemysłowych w Inocie, Tiszapalkoni i Bokodzie . 
Przeszedł na emeryturę w 1964. W 1968 umarł w wyniku wylewu. Został pochowany w Szentendre .

## Twórczość
Béla Hamvas jest znany jako jeden z najważniejszych pisarzy XX wieku. Znaczącą częścią jego twórczości są eseje literacko-filozoficzne . 

### Wydania polskie
- Béla Hamvas, Filozofia wina, Studio emka, 2001. Brak numerów stron w książce
- Béla Hamvas, Księga gaju laurowego i inne eseje, Próby, 2022. Brak numerów stron w książce